# Tello de Guzmán

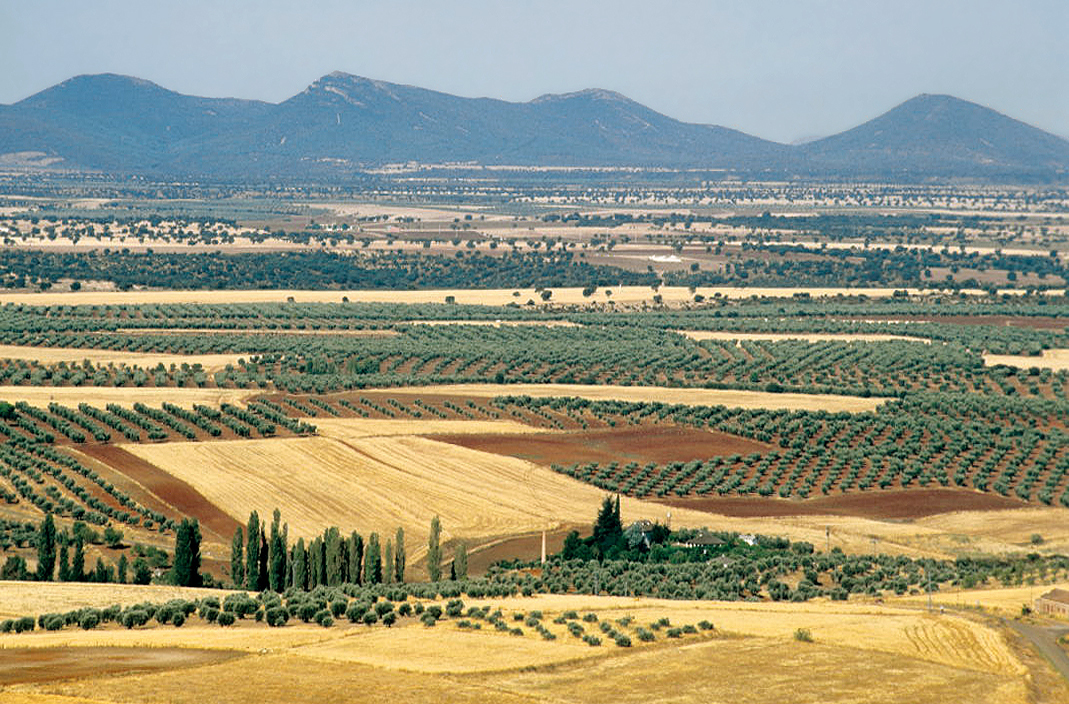
Vista de los Montes de Toledo en cuya comarca se inserta la dehesa y poblado de Villaverde, señorío propiedad de Tello.

Tello de Guzmán, señor de Villaverde fue un noble español del siglo XVI.

## Biografía
Fue uno de los vástagos del matrimonio formado por Leonor de Luján (o Leonor Enríquez de Guzmán) y el magistrado Lope de Guzmán, consejero del Consejo de Castilla. Su madre era hija Francisco de Luzón y María de Castilla y Guzmán. Lope tuvo los siguientes hermanos:
- Íñigo López de Zúñiga, sucesor en el mayorazgo fundado por su abuela paterna, Francisca de Zúñiga.

- Magdalena de Guzmán, importante dama al servicio de la reina Margarita de Austria-Estiria, esposa de Felipe III. Es más conocida como marquesa del Valle por su matrimonio con Martín Cortés, segundo marqués del valle de Oaxaca.
- Juan de Guzmán, eclesiástico, que llegaría a ser patriarca de las Indias.
- María de Guzmán, casada con su tío materno Alonso de Luzón.[1]
- Brianda de Guzmán.[2]

Sucedió a su hermano menor Íñigo López de Zúñiga, muerto sin sucesión legítima en el mayorazgo fundado por su abuela paterna, Francisco de Zúñiga.
Fue regidor de Toledo. El 24 de noviembre de 1563 tomó posesión de la dehesa de Villaverde, de la que era señor.
Falleció antes de 1602

## Matrimonio e hijos
Contrajo matrimonio con su prima hermana Francisca Portocarrero y Guevara; y tuvieron al menos a: Lope de Guzmán al que Felipe III concedió en 1602 el título de conde de Villaverde.

### Individuales
1. ↑  Alvarez y Baena, José Antonio (1789). «Alonso de Luzón (Don)». Hijos de Madrid: ilustres en santidad, dignidades, armas, ciencias y artes. Diccionario histórico por el orden alfabetico de sus nombres, que consagra il illmo. y nobilísimo ayuntamiento de la imperial y coronada villa de Madrid. B. Cano. pp. 37-38. Consultado el 14 de septiembre de 2023.
2. ↑  García Prieto, Elisa (30 de noviembre de 2015). ««Donde ay damas, ay amores». Relaciones ilícitas en la corte de Felipe II: el caso de don Gonzalo Chacón y doña Luisa de Castro». Studia Historica: Historia Moderna 37 (0): 153. ISSN 2386-3889. doi:10.14201/shhmo201537153181. Consultado el 22 de marzo de 2025.
3. ↑  Salazar, Luis de (1795). Arboles de costados de gran parte de las primeras casas de estos reynos, cuyos dueños vivian el año de 1683. en la Imprenta de D. Antonio Cruzado. p. 151. Consultado el 15 de septiembre de 2023.